# Caernarfon
Caernarfon este un oraș în nordul Țării Galilor.
Populația orașului la recensământul din 2001 era de 9.611 locuitori.